# Moureuille
Moureuille är en kommun i departementet Puy-de-Dôme i regionen Auvergne-Rhône-Alpes i centrala Frankrike. Kommunen ligger i kantonen Montaigut som tillhör arrondissementet Riom. År 2022 hade Moureuille 376 invånare.

## Befolkningsutveckling
Antalet invånare i kommunen Moureuille
| Referens: INSEE |